# Espressivo
『espressivo』（エスプレッシーヴォ）は、橋本みゆきの5枚目のベストアルバム。2010年11月24日にLantisから発売された。

## 概要
前作『Double Flower』から約1年2か月ぶりのリリース。本作のために製作された楽曲である「espressivo」以外は、既存の楽曲となっている。「Waltz!Waltz!Waltz! 〜clear sound Ver.〜」は、PS2『プリンセスラバー!〜Eternal Love For My Lady〜』の初回限定版付属CDに収録されていた楽曲である。

## 収録曲
1. シンフォニック・ラブ [3:51]
作詞：rino、作曲・編曲：大久保薫
2. 以心伝心 〜いつかきっと、だからきっと〜 [4:30]
作詞・作曲：橋本みゆき、編曲：大久保薫
3. セ・キララ [4:01]
作詞：こだまさおり、作曲：俊龍、編曲：鈴木マサキ
4. prism celebration [3:51]
作曲：こだまさおり、作曲・編曲：山口朗彦
5. Eternal recurrence [4:22]
作詞：澄田まお、作曲・編曲：新垣トシオ
6. White Crystal [5:13]
作詞：石川泰、作曲：橋本みゆき、編曲：安瀬聖
7. Waltz!Waltz!Waltz! 〜clear sound Ver.〜 [5:09]
作詞：橋本みゆき、作曲：chokix、編曲：田辺トシノ
8. 未来回帰線 [4:52]
作詞：畑亜貴、作曲・編曲：虹音
9. 幸せノ方程式 [4:34]
作詞：jina、作曲・編曲：田辺トシノ
10. ナツかしき記憶 [4:31]
作詞：石川泰、作曲：橋本みゆき・東タカゴー、編曲：東タカゴー
11. espressivo [3:55]
作詞・作曲：橋本みゆき、編曲：鈴木マサキ
12. silhouette [4:34]
作詞：西又葵、作曲：アッチョリケ、編曲：loppa
13. 恋のローラーコースター [3:22]
作詞・作曲：yozuca*、編曲：lotta

## タイアップ
| 曲名                                    | タイアップ |
| --------------------------------------- | --- |
| シンフォニック ラブ                     | パソコンゲーム『ましろ色シンフォニー』オープニングテーマ                                                         |
| 以心伝心 〜いつかきっと、だからきっと〜 | パソコンゲーム『夏いろペンギン -The sunlight of the early summer to glitter to the blue sky-』オープニングテーマ |
| セ・キララ                              | パソコンゲーム『se・きらら』オープニングテーマ                                                                   |
| prism celebration                       | PSP『マリッジロワイヤル プリズムストーリー』オープニングテーマ                                                   |
| Eternal recurrence                      | パソコンゲーム『星空のメモリア』オープニングテーマ                                                               |
| White Crystal                           | パソコンゲーム『メモリア』オープニングテーマ                                                                     |
| 未来回帰線                              | テレビアニメ『祝福のカンパネラ』エンディングテーマ                                                               |
| 幸せノ方程式                            | パソコンゲーム『ねこ☆こい! 〜猫神さまとネコミミのたたり〜』エンディングテーマ                                    |
| ナツかしき記憶                          | パソコンゲーム『夏に奏でる僕らの詩』オープニングテーマ                                                           |
| silhouette                              | 『俺たちに翼はない』ドラマCD セカンドシーズンVol.4 主題歌                                                        |
| 恋のローラーコースター                  | パソコンゲーム『D.C.II Fall in Love 〜ダ・カーポII〜 フォーリンラブ』アフターストーリーオープニングテーマ        |